# Triportheus rotundatus
Triportheus rotundatus är en fiskart som först beskrevs av Jardine, 1841.  Triportheus rotundatus ingår i släktet Triportheus och familjen Characidae. IUCN kategoriserar arten globalt som livskraftig. Inga underarter finns listade i Catalogue of Life.